# Chalastonepsia orientalis
Chalastonepsia orientalis är en tvåvingeart som beskrevs av Soli 1996. Chalastonepsia orientalis ingår i släktet Chalastonepsia och familjen svampmyggor. Inga underarter finns listade i Catalogue of Life.